# Otto Günther (Fossiliensammler)
Otto Carl Günther (* 19. Juni 1855 in Düren; † nach 1903) war ein in Südamerika wirkender deutscher Fossiliensammler.

## Leben
Otto Günther wirkte im letzten Viertel des 19. Jahrhunderts als Chemiker und später als einer der Direktoren der Liebig’s Extract of Meat Company in Fray Bentos in Uruguay. Otto Günther entdeckte während seiner Zeit in Südamerika zahlreiche Fossilien und übersandte die wichtigsten Fundstücke von Zeit zu Zeit an die paläontologische Sammlung der Königlich Bayerischen Akademie der Wissenschaften.
Otto Günther wurde am 5. August 1881 unter der Präsidentschaft des Physikers Hermann Knoblauch unter der Matrikel-Nr. 2318 in der Fachsektion Mineralogie und Geologie als Mitglied in die Kaiserliche Leopoldino-Carolinische Deutsche Akademie der Naturforscher aufgenommen.
1893 wurde Otto Günther für die Übersendung von aus der südamerikanischen Pampa ausgegrabenen fossilen Knochen an den Präsidenten der Königlich Bayerischen Akademie der Wissenschaften Max von Pettenkofer und deren Schenkung an die paläontologische Sammlung mit der silbernen akademischen Denkmünze Bene merenti der Königlich Bayerischen Akademie der Wissenschaften ausgezeichnet.